# Fernand Peuteman
Fernand Peuteman (Brugge, 8 maart 1932 - aldaar, 14 oktober 2002) was een Belgisch socialistisch politicus.

## Biografie
Fernand Peuteman was een kleinzoon van Camille Peuteman, schepen van Assebroek. Zijn vader was diamantbewerker en zijn broer André kwam om in een Duits concentratiekamp. Van 1956 tot 1988 was hij beroepshalve actief in de socialistische vakbond ABVV, onder meer als diensthoofd van het bureau voor arbeidsrecht.
In 1958 stapte hij in de politiek. Hij werd OCMW-gemeenteraadslid en -voorzitter van Assebroek. Later werd hij er ook gemeenteraadslid. Na de fusie met Brugge in 1971 werd Peuteman gemeenteraadslid van Brugge. In 1977 werd hij schepen van Personeel, Onderwijs, Stadsreiniging en Stadsdrukkerij. In 1985 maakte hij de overstap naar de provinciale politiek. Hij werd West-Vlaams provincieraadslid en provinciaal gedeputeerde van Toerisme, Openbare Werken, Verkeer, Monumentenzorg, Informatica en Patrimonium. In 2000 stapte hij uit de actieve politiek. Hij overzag onder meer de restauratie van de Sint-Salvatorskathedraal, diverse nieuwbouw in het bisdom Brugge, de uitbreiding van het Provinciehuis Boeverbos, de archeologische site in Raversijde, de renovatie van het Tolhuis in Brugge, de heraanleg van de N32 en de aanleg van recreatieve fiets- en wandelpaden.
In zijn hoedanigheid als provinciaal gedeputeerde was Peuteman voorzitter van Westtoerisme en voorzitter van de Vereniging van de Vlaamse Provincies.

## Eerbetoon
Een leeszaal in het archiefgebouw van de provincie West-Vlaanderen draagt zijn naam. Sinds 2012 reikt Westtoer (het voormalige Westtoerisme, waar hij jarenlang voorzitter van was) de tweejaarlijkse prijs Fernand Peuteman uit.